# حيوان الشاي
حيوان الشاي الأليف أو حيوان محبي الشاي (بالصينية المبسطة: 茶宠; بالصينية التقليدية: 茶寵; البينيين: cháchǒng)، يُعرف أيضًا باسم تشاتشونج، هو تمثال صغير من الفخار يحتفظ به بعض شاربي الشاي لجلب الحظ السعيد. عادةً ما يكون مصنوعًا من الزيشا أو طين ييشينغ، من المنطقة القريبة من ييشينغ في مقاطعة جيانغسو الصينية. على غرار أباريق الشاي ييشينغ المصنوعة من نفس الطين، فإن حيوانات الشاي غير مطلية، وهي في الغالب أحادية اللون بسطح خشن.
عادةً ما يُوضع حيوان الشاي على صينية الشاي [الإنجليزية] ويُسكب عليه الشاي خلال وقت الشاي. نظرًا لعدم طلاء حيوان الشاي، يمتص التمثال بعضًا من الشاي، مما يُؤدي إلى تغيير لون حيوان الشاي بمرور الوقت، بالإضافة إلى تراكم رائحة الشاي.
عند غسل الشاي، غالبًا ما يُسكب حساء الشاي على حيوان الشاي من أجل الاستهلاك. صُممت بعض حيوانات الشاي بهيكل مجوف، وبعد صب حساء الشاي، ستظهر ظواهر مثيرة للاهتمام مثل الفقاعات ورذاذ الماء. بالإضافة إلى حيوانات الشاي التقليدية، في العصر الحديث، هناك أيضًا حيوانات الشاي متغيرة الألوان حساسة لدرجة الحرارة مصنوعة بشكل أساسي من الراتنج، والتي يمكن أن يتغير لونها بعد سكب الشاي الساخن.
يُعتبر «الولد البوال» أحد النماذج الأكثر شيوعًا لحيوانات الشاي، والذي، عند نقعه أولاً في الماء البارد ثم رشّه بالماء الساخن، سيُخرج الماء الذي امتصه سابقًا. كما تُشكل حيوانات الشاي الأليفة على شكل حيوانات الأبراج أو الكائنات الأسطورية الصينية مثل التنين وبيكسيو والعلجوم الذهبي لترمز إلى الحظ السعيد والثروة والسعادة، بالإضافة إلى الشخصيات التاريخية أو الأسطورية مثل غوانيين ومايتريا وتشوغ ليانغ.

## التاريخ

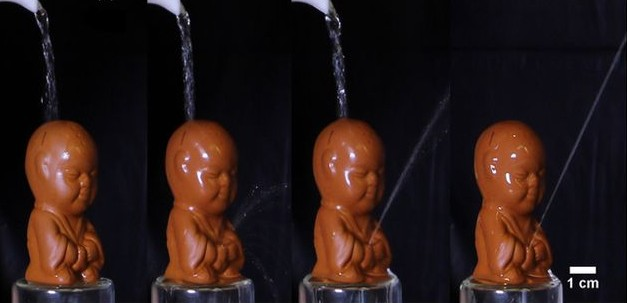
يؤدي سكب الماء الساخن على رأس إبريق الشاي إلى إطلاق نفث ماء يشير إلى درجة حرارة الماء.

كانت مدينة ييشينغ [الإنجليزية]، موطن حيوانات الشاي الأليفة، مشهورة لأول مرة باعتبارها موطن طين ييشينغ في عهد أسرة سونغ (960-1279 م). مع شعبية إبريق الشاي الطيني ييشينغ، أصبحت ييشينغ مركزًا رئيسيًا لإنتاج أباريق الشاي والأكواب والأشياء الأخرى المُستخدمة لصنع الشاي. ثم بدأ حرفيو صناعة الأباريق في تشكيل طين ييشينغ إلى مخلوقات أسطورية أو حيوانات مُختلفة كتمائم لعشاق الشاي، مع استمرار تركيز الإنتاج في منطقة ييشينغ في العصر الحديث.
غالبًا ما يُمثل كل حيوان شاي رموزًا أو فضائل مُحددة، مع تصميمات تتراوح من الحيوانات إلى الكائنات الأسطورية. على سبيل المثال، يرتبط الضفدع أو العلجوم بشكل شائع بالثروة والازدهار، بينما يرمز التنين إلى القوة والمتانة. يُمكن أن يعكس اختيار حيوان الشاي تطلعات وقيم المالك، مما يجعل هذه التماثيل رفقاء ذوي معنى خلال حفل الشاي.
على الرغم من طول عمر ييشينغ مركزًا لإنتاج منتجات وإكسسوارات الشاي، إلا أنه لم يُكتب الكثير عن تطور حيوانات الشاي في التاريخ الصيني، مع وجود عدد قليل من المصادر الأدبية التي تُفصل استخدامها وإنتاجها.

## الملاحظات
1. ↑  تُعتبر حيوانات الشاي أكثر من مجرد زينة، فهي تحمل معاني رمزية وثقافية عميقة
2. ↑  في الثقافة الصينية، يُعتبر الضفدع أو العلجوم رمزًا للثروة والازدهار بسبب قدرته على التكاثر السريع وارتباطه بالماء، الذي يُعتبر مصدرًا للحياة والوفرة.
3. ↑  يُعتبر التنين في الثقافة الصينية رمزًا للقوة والسلطة والحكمة والحظ السعيد.

## الروابط الخارجية
- "حيوان الشاي الأليف: حيوان أليف لعشاق الشاي" (بالصينية). سينا.كوم. تم الاسترجاع بتاريخ 2014-02-03
- هل تعرف شاي بيت؟ (بالصينية). YNET.com. تم الاسترجاع بتاريخ 2014-02-03